# Bare Trees
Bare Trees — шостий студійний альбом британського гурту Fleetwood Mac, представлений у березні 1972 року під лейблом «Reprise Records». Це останній альбом гурту, у записі якого брав участь Денні Кірван (був звільнений під час туру на підтримку альбому). Платівка досягла 70-ї позиції у американському чарті; у 1976 році альбом став «золотим», а у 1988-у — «платиновим» (у США було продано більше мільйона копій).

## Список пісень
| Сторона 1 | Сторона 1              | Сторона 1     | Сторона 1  |
| #         | Назва                  | Автор         | Тривалість |
| --------- | ---------------------- | ------------- | ---------- |
| 1.        | «Child of Mine»        | Денні Кірван  | 5:09       |
| 2.        | «The Ghost»            | Боб Велч      | 3:58       |
| 3.        | «Homeward Bound»       | Крістін МакВі | 3:20       |
| 4.        | «Sunny Side of Heaven» | Кірван        | 3:10       |

| Сторона 2 | Сторона 2                        | Сторона 2   | Сторона 2  |
| #         | Назва                            | Автор       | Тривалість |
| --------- | -------------------------------- | ----------- | ---------- |
| 1.        | «Bare Trees»                     | Кірван      | 5:02       |
| 2.        | «Sentimental Lady»               | Велч        | 4:35       |
| 3.        | «Danny's Chant»                  | Кірван      | 3:16       |
| 4.        | «Spare Me a Little of Your Love» | К. МакВі    | 3:44       |
| 5.        | «Dust»                           | Кірван      | 2:41       |
| 6.        | «Thoughts on a Grey Day»         | п. Скарротт | 1:46       |

## Учасники запису
Fleetwood Mac
- Денні Кірван – гітара, вокал
- Боб Велч – гітара, вокал
- Крістін МакВі – клавішні, вокал
- Джон МакВі – бас-гітара
- Мік Флітвуд – ударні, перкусія

## Чарти

### Тижневі чарти
| Чарт                         | Позиція |
| ---------------------------- | ------- |
| Australian Kent Music Report | 37      |
| US Billboard 200             | 70      |

## Сертифікації
| Регіон                                             | Сертифікація | Продажі    |
| -------------------------------------------------- | ------------ | ---------- |
| США (RIAA)                                         | Платиновий   | 1 000 000^ |
| ^відвантаження, що базуються лише на сертифікаціях |              |            |